# Mistrovství světa v judu 1985 – muži – bez rozdílu vah
Zápasy v judu na XIII. mistrovství světa v kategorii bez rozdílu vah proběhly v Soulu, 29. září 1985.

## Finále
| Finále             |               |
| ------------------ | ------------- |
| Jošimi Masaki      | Jošimi Masaki |
| Mohamed Alí Rašwan | Jošimi Masaki |

## Opravy / O bronz
Do oprav se dostali judisté, kteří během turnaje prohráli svůj zápas s jedním ze dvou finalistů.
| opravy                 | opravy          | o bronz          |                 |
| ---------------------- | --------------- | ---------------- | --------------- |
| Henry Stöhr            | Henry Stöhr     | Willy Wilhelm    | Willy Wilhelm   |
| Rogério Rocha Cherobim | Henry Stöhr     | Willy Wilhelm    | Willy Wilhelm   |
|                        | Willy Wilhelm   | Willy Wilhelm    | Willy Wilhelm   |
|                        |                 | Christian Vachon | Willy Wilhelm   |
| volný los              | Clemens Jehle   | Chabil Biktašev  | Chabil Biktašev |
| volný los              | Clemens Jehle   | Chabil Biktašev  | Chabil Biktašev |
|                        | Chabil Biktašev | Chabil Biktašev  | Chabil Biktašev |
|                        |                 | Jiří Sosna       | Chabil Biktašev |

## Pavouk
|   | 1/32            | 1/16                      | čtvrtfinále        | semifinále         | finále             |
| - | --------------- | ------------------------- | ------------------ | ------------------ | ------------------ |
| A | Mario Daminelli | Mario Daminelli           | Willy Wilhelm      | Jošimi Masaki      | Jošimi Masaki      |
| A | Álvaro González | Mario Daminelli           | Willy Wilhelm      | Jošimi Masaki      | Jošimi Masaki      |
| A | volný los       | Willy Wilhelm             | Willy Wilhelm      | Jošimi Masaki      | Jošimi Masaki      |
| A | volný los       | Willy Wilhelm             | Willy Wilhelm      | Jošimi Masaki      | Jošimi Masaki      |
| A | Jošimi Masaki   | Jošimi Masaki             | Jošimi Masaki      | Jošimi Masaki      | Jošimi Masaki      |
| A | Henry Stöhr     | Jošimi Masaki             | Jošimi Masaki      | Jošimi Masaki      | Jošimi Masaki      |
| A | volný los       | Rogério Rocha Cherobim    | Jošimi Masaki      | Jošimi Masaki      | Jošimi Masaki      |
| A | volný los       | Rogério Rocha Cherobim    | Jošimi Masaki      | Jošimi Masaki      | Jošimi Masaki      |
| B | László Tolnai   | László Tolnai             | Christian Vachon   | Christian Vachon   | Jošimi Masaki      |
| B | Manfred Reiter  | László Tolnai             | Christian Vachon   | Christian Vachon   | Jošimi Masaki      |
| B | volný los       | Christian Vachon          | Christian Vachon   | Christian Vachon   | Jošimi Masaki      |
| B | volný los       | Christian Vachon          | Christian Vachon   | Christian Vachon   | Jošimi Masaki      |
| B | volný los       | Dave Browne               | Juha Salonen       | Christian Vachon   | Jošimi Masaki      |
| B | volný los       | Dave Browne               | Juha Salonen       | Christian Vachon   | Jošimi Masaki      |
| B | volný los       | Juha Salonen              | Juha Salonen       | Christian Vachon   | Jošimi Masaki      |
| B | volný los       | Juha Salonen              | Juha Salonen       | Christian Vachon   | Jošimi Masaki      |
| C | Chabil Biktašev | Chabil Biktašev           | Chabil Biktašev    | Mohamed Alí Rašwan | Mohamed Alí Rašwan |
| C | Kim Ik-su       | Chabil Biktašev           | Chabil Biktašev    | Mohamed Alí Rašwan | Mohamed Alí Rašwan |
| C | volný los       | Fred Blaney               | Chabil Biktašev    | Mohamed Alí Rašwan | Mohamed Alí Rašwan |
| C | volný los       | Fred Blaney               | Chabil Biktašev    | Mohamed Alí Rašwan | Mohamed Alí Rašwan |
| C | volný los       | Mohamed Alí Rašwan        | Mohamed Alí Rašwan | Mohamed Alí Rašwan | Mohamed Alí Rašwan |
| C | bolný los       | Mohamed Alí Rašwan        | Mohamed Alí Rašwan | Mohamed Alí Rašwan | Mohamed Alí Rašwan |
| C | volný los       | Clemens Jehle             | Mohamed Alí Rašwan | Mohamed Alí Rašwan | Mohamed Alí Rašwan |
| C | volný los       | Clemens Jehle             | Mohamed Alí Rašwan | Mohamed Alí Rašwan | Mohamed Alí Rašwan |
| D | Elvis Gordon    | Elvis Gordon              | Douglas Nelson     | Jiří Sosna         | Mohamed Alí Rašwan |
| D | Andrzej Basik   | Elvis Gordon              | Douglas Nelson     | Jiří Sosna         | Mohamed Alí Rašwan |
| D | volný los       | Douglas Nelson            | Douglas Nelson     | Jiří Sosna         | Mohamed Alí Rašwan |
| D | volný los       | Douglas Nelson            | Douglas Nelson     | Jiří Sosna         | Mohamed Alí Rašwan |
| D | volný los       | Jiří Sosna                | Jiří Sosna         | Jiří Sosna         | Mohamed Alí Rašwan |
| D | volný los       | Jiří Sosna                | Jiří Sosna         | Jiří Sosna         | Mohamed Alí Rašwan |
| D | volný los       | Alexander von der Groeben | Jiří Sosna         | Jiří Sosna         | Mohamed Alí Rašwan |
| D | volný los       | Alexander von der Groeben | Jiří Sosna         | Jiří Sosna         | Mohamed Alí Rašwan |